# Vòng loại giải vô địch bóng đá châu Âu 2020 (Bảng G)
Bảng G của vòng loại giải vô địch bóng đá châu Âu 2020 là một trong mười bảng để quyết định đội nào sẽ vượt qua vòng loại cho vòng chung kết giải vô địch bóng đá châu Âu 2020. Bảng G bao gồm sáu đội: Áo, Israel, Latvia, Macedonia, Ba Lan và Slovenia, nơi các đội tuyển này sẽ thi đấu với nhau mỗi trận khác trên sân nhà và sân khách trong một thể thức trận đấu vòng tròn.
Hai đội đứng đầu sẽ vượt qua vòng loại trực tiếp cho trận chung kết. Không giống như các lần trước, các đội tham gia vòng play-off sẽ không được quyết định dựa trên kết quả từ vòng bảng vòng loại, nhưng thay vào đó dựa trên thành tích của họ trong giải vô địch bóng đá các quốc gia châu Âu 2018-19.

## Bảng xếp hạng
| VT | Đội           | ST | T | H | B | BT | BB | HS  | Đ  | Giành quyền tham dự                                   |  | Ba Lan | Áo  | Bắc Macedonia | Slovenia | Israel | Latvia |
| -- | ------------- | -- | - | - | - | -- | -- | --- | -- | ----------------------------------------------------- |  | ------ | --- | ------------- | -------- | ------ | ------ |
| 1  | Ba Lan        | 10 | 8 | 1 | 1 | 18 | 5  | +13 | 25 | Vượt qua vòng loại cho vòng chung kết                 |  | —      | 0–0 | 2–0           | 3–2      | 4–0    | 2–0    |
| 2  | Áo            | 10 | 6 | 1 | 3 | 19 | 9  | +10 | 19 | Vượt qua vòng loại cho vòng chung kết                 |  | 0–1    | —   | 2–1           | 1–0      | 3–1    | 6–0    |
| 3  | Bắc Macedonia | 10 | 4 | 2 | 4 | 12 | 13 | −1  | 14 | Giành quyền vào vòng play-off dựa theo Nations League |  | 0–1    | 1–4 | —             | 2–1      | 1–0    | 3–1    |
| 4  | Slovenia      | 10 | 4 | 2 | 4 | 16 | 11 | +5  | 14 |                                                       |  | 2–0    | 0–1 | 1–1           | —        | 3–2    | 1–0    |
| 5  | Israel        | 10 | 3 | 2 | 5 | 16 | 18 | −2  | 11 | Giành quyền vào vòng play-off dựa theo Nations League |  | 1–2    | 4–2 | 1–1           | 1–1      | —      | 3–1    |
| 6  | Latvia        | 10 | 1 | 0 | 9 | 3  | 28 | −25 | 3  |                                                       |  | 0–3    | 1–0 | 0–2           | 0–5      | 0–3    | —      |

1. 1 2  Hiệu số đối đầu: Bắc Macedonia 4, Slovenia 1.

## Các trận đấu
Lịch thi đấu đã được phát hành bởi UEFA cùng ngày với lễ bốc thăm, đã được tổ chức vào ngày 2 tháng 12 năm 2018 tại Dublin. Thời gian là CET/CEST, như được liệt kê bởi UEFA (giờ địa phương, nếu khác nhau, nằm trong dấu ngoặc đơn).
| Áo | 0–1      | Ba Lan       |
| -- | -------- | ------------ |
|    | Chi tiết | - Piątek 69' |

| Bắc Macedonia                    | 3–1      | Latvia                 |
| -------------------------------- | -------- | ---------------------- |
| - Alioski 11' - Elmas 29', 90+3' | Chi tiết | - Velkovski 87' (l.n.) |

| Israel       | 1–1      | Slovenia     |
| ------------ | -------- | ------------ |
| - Zahavi 55' | Chi tiết | - Šporar 48' |

| Israel                              | 4–2      | Áo                   |
| ----------------------------------- | -------- | -------------------- |
| - Zahavi 34', 45', 55' - Dabour 66' | Chi tiết | - Arnautović 8', 75' |

| Ba Lan                       | 2–0      | Latvia |
| ---------------------------- | -------- | ------ |
| - Lewandowski 76' - Glik 84' | Chi tiết |        |

| Slovenia   | 1–1      | Bắc Macedonia |
| ---------- | -------- | ------------- |
| - Zajc 34' | Chi tiết | - Bardhi 47'  |

| Áo                | 1–0      | Slovenia |
| ----------------- | -------- | -------- |
| - Burgstaller 74' | Chi tiết |          |

| Bắc Macedonia | 0–1      | Ba Lan       |
| ------------- | -------- | ------------ |
|               | Chi tiết | - Piątek 47' |

| Latvia | 0–3      | Israel                 |
| ------ | -------- | ---------------------- |
|        | Chi tiết | - Zahavi 10', 60', 81' |

| Bắc Macedonia            | 1–4      | Áo                                                               |
| ------------------------ | -------- | ---------------------------------------------------------------- |
| - Hinteregger 18' (l.n.) | Chi tiết | - Lazaro 39' - Arnautović 62' (ph.đ.), 82' - Bejtulai 86' (l.n.) |

| Latvia | 0–5      | Slovenia                                                |
| ------ | -------- | ------------------------------------------------------- |
|        | Chi tiết | - Črnigoj 24', 27' - Iličić 29' (ph.đ.), 44' - Zajc 47' |

| Ba Lan                                                              | 4–0      | Israel |
| ------------------------------------------------------------------- | -------- | ------ |
| - Piątek 35' - Lewandowski 56' (ph.đ.) - Grosicki 59' - Kądzior 84' | Chi tiết |        |

| Israel       | 1–1      | Bắc Macedonia |
| ------------ | -------- | ------------- |
| - Zahavi 55' | Chi tiết | - Ademi 64'   |

| Áo                                                                                                | 6–0      | Latvia |
| ------------------------------------------------------------------------------------------------- | -------- | ------ |
| - Arnautović 7', 53' (ph.đ.) - Sabitzer 13' - Šteinbors 76' (l.n.) - Laimer 80' - Gregoritsch 85' | Chi tiết |        |

| Slovenia                  | 2–0      | Ba Lan |
| ------------------------- | -------- | ------ |
| - Struna 35' - Šporar 65' | Chi tiết |        |

| Latvia | 0–2      | Bắc Macedonia             |
| ------ | -------- | ------------------------- |
|        | Chi tiết | - Pandev 14' - Bardhi 17' |

| Ba Lan | 0–0      | Áo |
| ------ | -------- | -- |
|        | Chi tiết |    |

| Slovenia                       | 3–2      | Israel                    |
| ------------------------------ | -------- | ------------------------- |
| - Verbič 43', 90' - Bezjak 66' | Chi tiết | - Natkho 50' - Zahavi 63' |

| Áo                                            | 3–1      | Israel       |
| --------------------------------------------- | -------- | ------------ |
| - Lazaro 41' - Hinteregger 56' - Sabitzer 88' | Chi tiết | - Zahavi 34' |

| Bắc Macedonia    | 2–1      | Slovenia               |
| ---------------- | -------- | ---------------------- |
| - Elmas 50', 68' | Chi tiết | - Iličić 90+5' (ph.đ.) |

| Latvia | 0–3      | Ba Lan                     |
| ------ | -------- | -------------------------- |
|        | Chi tiết | - Lewandowski 9', 13', 76' |

| Ba Lan                       | 2–0      | Bắc Macedonia |
| ---------------------------- | -------- | ------------- |
| - Frankowski 74' - Milik 80' | Chi tiết |               |

| Slovenia | 0–1      | Áo          |
| -------- | -------- | ----------- |
|          | Chi tiết | - Posch 21' |

| Israel                         | 3–1      | Latvia       |
| ------------------------------ | -------- | ------------ |
| - Dabour 16', 42' - Zahavi 26' | Chi tiết | - Kamešs 40' |

| Slovenia              | 1–0      | Latvia |
| --------------------- | -------- | ------ |
| - Tarasovs 53' (l.n.) | Chi tiết |        |

| Áo                      | 2–1      | Bắc Macedonia       |
| ----------------------- | -------- | ------------------- |
| - Alaba 7' - Lainer 48' | Chi tiết | - Stojanovski 90+3' |

| Israel       | 1–2      | Ba Lan                       |
| ------------ | -------- | ---------------------------- |
| - Dabour 88' | Chi tiết | - Krychowiak 4' - Piątek 54' |

| Bắc Macedonia   | 1–0      | Israel |
| --------------- | -------- | ------ |
| - Nikolov 45+2' | Chi tiết |        |

| Latvia    | 1–0      | Áo |
| --------- | -------- | -- |
| - Ošs 65' | Chi tiết |    |

| Ba Lan                                          | 3–2      | Slovenia                  |
| ----------------------------------------------- | -------- | ------------------------- |
| - Szymański 3' - Lewandowski 54' - Góralski 81' | Chi tiết | - Matavž 14' - Iličić 61' |

## Cầu thủ ghi bàn
Đã có 83 bàn thắng ghi được trong 30 trận đấu, trung bình 2.77 bàn thắng mỗi trận đấu.
11 bàn thắng
- Eran Zahavi

6 bàn thắng
- Marko Arnautović
- Robert Lewandowski

4 bàn thắng
- Moanes Dabour
- Elif Elmas
- Krzysztof Piątek
- Josip Iličić

2 bàn thắng
- Valentino Lazaro
- Marcel Sabitzer
- Enis Bardhi
- Domen Črnigoj
- Andraž Šporar
- Benjamin Verbič
- Miha Zajc

1 bàn thắng
- David Alaba
- Guido Burgstaller
- Michael Gregoritsch
- Martin Hinteregger
- Konrad Laimer
- Stefan Lainer
- Stefan Posch
- Bibras Natkho
- Vladimirs Kamešs
- Mārcis Ošs
- Arijan Ademi
- Ezgjan Alioski
- Goran Pandev
- Vlatko Stojanovski
- Przemysław Frankowski
- Kamil Glik
- Jacek Góralski
- Kamil Grosicki
- Damian Kądzior
- Grzegorz Krychowiak
- Arkadiusz Milik
- Sebastian Szymański
- Roman Bezjak
- Tim Matavž
- Aljaž Struna

1 bàn phản lưới nhà
- Martin Hinteregger (trong trận gặp Bắc Macedonia)
- Pāvels Šteinbors (trong trận gặp Latvia)
- Igors Tarasovs (trong trận gặp Slovenia)
- Egzon Bejtulai (trong trận gặp Áo)
- Darko Velkovski (trong trận gặp Latvia)

## Kỷ luật
Một cầu thủ sẽ bị đình chỉ tự động trong trận đấu tiếp theo cho các hành vi phạm lỗi sau đây:
- Nhận thẻ đỏ (treo thẻ đỏ có thể được gia hạn đối với các hành vi phạm lỗi nghiêm trọng)
- Nhận ba thẻ vàng trong ba trận đấu khác nhau, cũng như sau thẻ thứ năm và bất kỳ thẻ vàng tiếp theo nào (việc treo thẻ vàng được chuyển tiếp đến vòng play-off, nhưng không phải là trận chung kết hoặc bất kỳ trận đấu quốc tế nào khác trong tương lai)

Các đình chỉ sau đây đã (hoặc sẽ) được phục vụ trong các trận đấu vòng loại:
| Đội tuyển     | Cầu thủ             | Thẻ phạt | Bị đình chỉ cho các trận đấu                           |
| ------------- | ------------------- | --- | ------------------------------------------------------ |
| Israel        | Dor Peretz          | v Slovenia (21 tháng 3 năm 2019) · v Latvia (7 tháng 6 năm 2019) · v Slovenia (9 tháng 9 năm 2019)                                     | v Áo (10 tháng 10 năm 2019)                            |
| Latvia        | Andrejs Cigaņiks    | v Bắc Macedonia (21 tháng 3 năm 2019)                                                                                                  | v Ba Lan (24 tháng 3 năm 2019)                         |
| Latvia        | Jānis Ikaunieks     | v Ba Lan (24 tháng 3 năm 2019) · v Bắc Macedonia (9 tháng 9 năm 2019) · vs Israel (15 tháng 10 năm 2019)                               | v Slovenia (16 tháng 11 năm 2019)                      |
| Latvia        | Vitālijs Maksimenko | v Ba Lan (24 tháng 3 năm 2019) · v Bắc Macedonia (9 tháng 9 năm 2019) · v Ba Lan (10 tháng 10 năm 2019)                                | v Israel (13 tháng 10 năm 2019)                        |
| Bắc Macedonia | Egzon Bejtulai      | v Slovenia (24 tháng 3 năm 2019) · v Áo (10 tháng 6 năm 2019) · v Latvia (9 tháng 9 năm 2019)                                          | v Slovenia (10 tháng 10 năm 2019)                      |
| Bắc Macedonia | Visar Musliu        | v Slovenia (24 tháng 3 năm 2019) · v Ba Lan (7 tháng 6 năm 2019) · v Slovenia (10 tháng 10 năm 2019) · v Ba Lan (13 tháng 10 năm 2019) | v Áo (10 tháng 6 năm 2019) v Áo (16 tháng 11 năm 2019) |
| Bắc Macedonia | Ilija Nestorovski   | v Slovenia (24 tháng 3 năm 2019) · v Ba Lan (7 tháng 6 năm 2019) · v Ba Lan (13 tháng 10 năm 2019)                                     | v Áo (16 tháng 11 năm 2019)                            |
| Bắc Macedonia | Boban Nikolov       | v Slovenia (24 tháng 3 năm 2019) · v Israel (5 tháng 9 năm 2019) · v Ba Lan (13 tháng 10 năm 2019)                                     | v Áo (16 tháng 11 năm 2019)                            |
| Slovenia      | Bojan Jokić         | v Israel (21 tháng 3 năm 2019) · v Bắc Macedonia (24 tháng 3 năm 2019) · v Latvia (10 tháng 6 năm 2019)                                | v Ba Lan (6 tháng 9 năm 2019)                          |
| Slovenia      | Denis Popović       | v Áo (13 tháng 10 năm 2019) | v Latvia (16 tháng 11 năm 2019)                        |
| Slovenia      | Aljaž Struna        | v Ba Lan (6 tháng 9 năm 2019) · v Áo (13 tháng 10 năm 2019) · v Latvia (16 tháng 11 năm 2019)                                          | v Ba Lan (19 tháng 11 năm 2019)                        |